# 필리스 로건
필리스 로건(Phyllis Logan, 1956년 1월 11일 ~ )은 스코틀랜드의 배우이다.

## 출연 작품
- 미스비헤이비어 (2020)
- 다운튼 애비 (2019)
- 다운튼 애비 시즌5 (2014)
- 다운튼 애비 시즌3 (2012)
- 스푹스 시즌1 (2002)
- 홀비시티 시즌1 (1999)
- 슈팅 피쉬 (1997)
- 비밀과 거짓말 (1996)
- 프란츠 카프카 잇츠 어 원더풀 라이프 (1995)
- 하트비트 (1992)
- 황금의 눈 (1989)
- 퍼스트 사이트 (1987)
- 노예 소년 망기 (1987)
- 스크린 투 (1985)
- 1984 (1984)
- 다른 시간 다른 장소 (1983)